# Pyramidella resticula
Pyramidella resticula är en snäckart som först beskrevs av Dall 1889.  Pyramidella resticula ingår i släktet Pyramidella och familjen Pyramidellidae. Inga underarter finns listade i Catalogue of Life.